# Uthark-teorin
Uthark-teorin är en teori om hur runristningars förmodade magiska innebörder kan avslöjas. Teorin bygger på gematri och en variation av runradens, främst den forngermanska 24-typigas, ordningsföljd. Teorin lanserades av Sigurd Agrell på 1920-talet. Den räknas idag inte som en vetenskapligt hållbar teori, men är desto populärare inom new age- och schamaniströrelser.

## Teorin

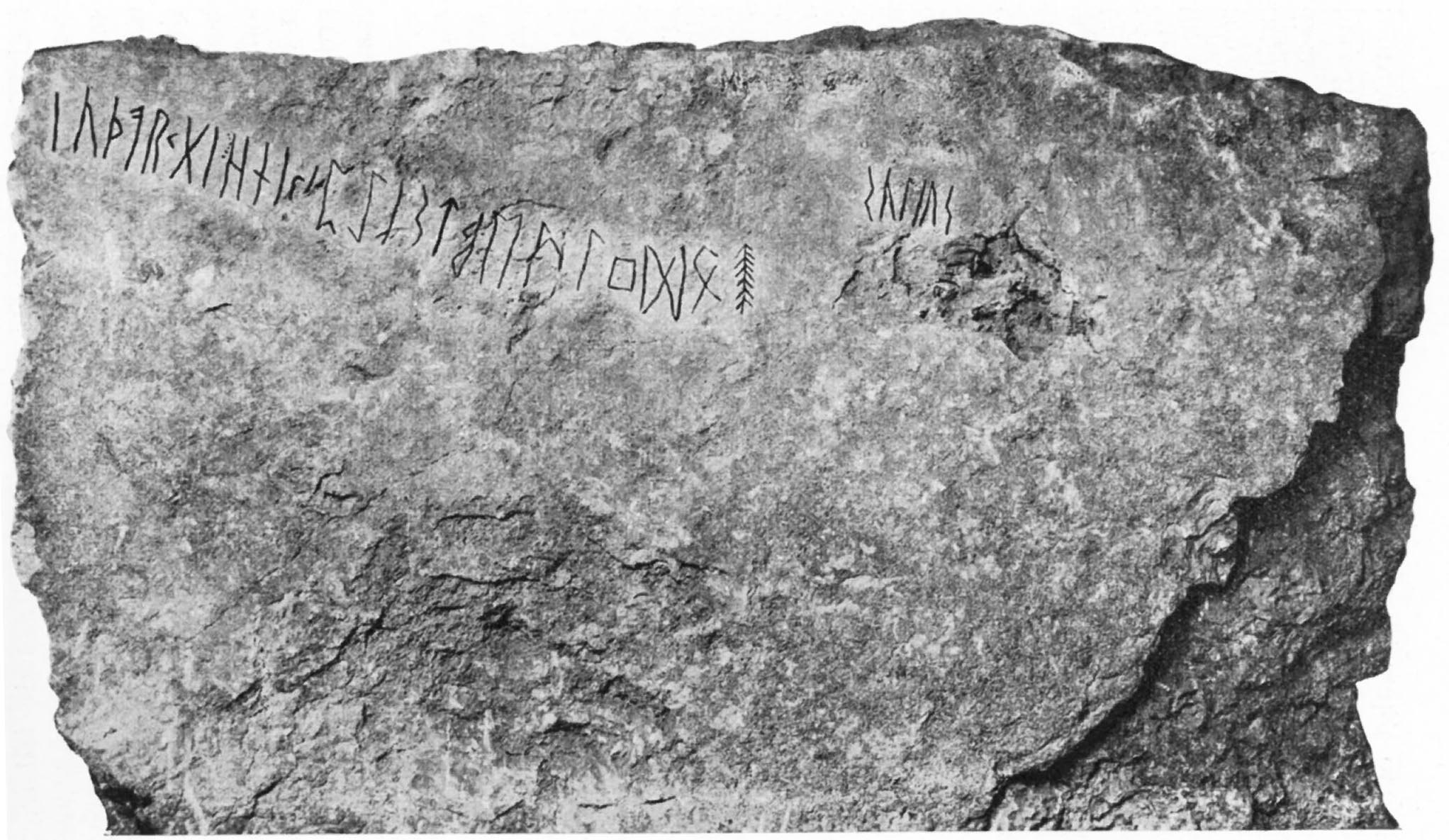
Agrell fann inspiration från bland annat Kylverstenens futhark-inristning.

Uthark-teorin bygger på att de germanska runorna, likt det grekiska alfabetet, inte bara har ett ljudvärde, utan även ett talvärde. Den vanliga runradens, futharkens, första runa fé (f) skall dessutom inte vara placerad först utan sist i runraden. Inspiration fann Agrell bland annat från den gotländska Kylverstenens futhark. Han argumenterar också för att det är orimligt att runan som betecknar rikedom (fé) skulle ha det lägsta talvärdet (1). Om fé däremot placeras sist får det det högsta talvärdet, det vill säga 24 (Agrell liknar det hela vid vår tids kortspel där esset, som har lägsta valör, räknas som det högsta kortet).:
| u 1  | þ 2  | a 3  | r 4  | k 5    | g 6    | w 7  | h 8  |
| n 9  | i 10 | j 11 | p 12 | e/ï 13 | R/z 14 | s 15 | t 16 |
| b 17 | e 18 | m 19 | l 20 | ŋ 21   | o 22   | d 23 | f 24 |

Agrell vill med sin teori visa att magiska gematriska mönster kan hittas även i en germansk kultursfär. Agrell inspirerades av senantik bokstavsmagi och försökte enträget påvisa olika runristningars gematriska talvärden; värden som av Agrell antogs ha magisk funktion då de kan associeras med vissa gudomligheters heliga tal. I stort försöker Agrell genom sin teori länka samman de antika och germanska kultursfärerna, bland annat genom att applicera den avestisk-persiska månadskalenderns heliga tal på utharken, en spådomsapparat från Pergamon med 24 rutor och påvisa en romersk vidarebefordran av en mithraistisk kult till germanska stammar.
Agrell sammanfattar kort sin teori i bland annat Senantik mysteriereligion och nordisk runmagi: en inledning i den nutida runologiens grundproblem (1931): "Den i så egendomlig ordning uppställda forngermanska runraden kan sålunda i sin helhet enligt min teori förklaras som ett sammanhängande bokstavssystem, anslutet till en matematisk princip."
Sammanfattningsvis kan man känneteckna Agrells runologiska teorier som en blandning av gematri, mytologi, astrologi, historia och lingvistik, en blandning som idag ter sig tämligen fantastisk och ytterst tvärvetenskaplig. Agrell kan idag ses som lite av en fantast som ville skapa ordning i en oreda med hjälp av en enda teori. Agrell hyste en ovilja att falsifiera sina teser vilket hade som följd att han i stort enbart redovisade runinskrifter som bekräftade hans teori. När Agrell stötte på problem med sin teori fann han snabbt ett kryphål ad hoc. Ett exempel på det är hur han hanterar den 24-typiga runradens vacklande ordningsföljd.
Agrells teorier har idag inget vetenskapligt värde inom runologin, även om inställningen till runornas eventuella användning inom magi och trollkonst accepteras mer än tidigare. Desto större intresse för Agrells teori finner man hos new age-rörelser och nyandliga schamanister med fornromantiskt idégods. Thomas Karlssons bok Uthark - Nightside of the runes (2002) är ett exempel på det nya intresset för Agrells teorier. På 1990-talet gav också ett förlag med det talande namnet Psychick Release PCP ut vissa av Agrells runarbeten på nytt.   
Den mest koncentrerade redogörelsen av Agrells uthark-teori finns att finna i hans bok Lapptrummor och runmagi: tvenne kapitel ur trolldomsväsendets historia (1934).
Två studier som gått igenom uthark-teorin med ett kritiskt perspektiv är Baeksted (1952) och Andersson (1997).

## Exempel på tillämpning av Agrells uthark-teori
Vadstenabrakteaten är försedd med runskriften tuwatuwa. Enligt Agrells teori får tuwatuwa talsumman 54. Samma talsumma har, om man räknar enligt den esoteriska metoden, den antika demonen Abraxas. Abraxas' symbol var cirkeln. Agrell skriver på s.269 i Senantik mysteriereligion... (1931): "Då senantik spekulation i alfabetet såg en motsvarighet till världsalltet eller himlens omkrets (zodiakens 12 hus motsvarades av 24 bokstäver), hölls Abraxas av många för alfabetmystikens högste gud". Agrell sammanför sedan Abraxas med Mithras, för övrigt den figur som han tycker sig se präglad på Vadstenabrakteaten. 
Om man stavar Mithras Meithras och skriver med grekiska bokstäver får man med det ordinära milesiska räknesättet resultatet 365; samma som i fallet Abraxas. Vadstenabrakteatens inskription är cirkelformad och har en talsumma motsvarande 360. Agrell påtalar att 360 överensstämmer med talvärdet för årets längd, om man borser från de senare tillkomna fem skottdagarna, och med babyloniernas indelning av en cirkel. 

## Sigurd Agrells viktigarerunologiskaarbeten
- 1927 - Runornas talmystik och dess antika förebild
- 1930 - Rökstenens chiffergåtor och andra runologiska problem (Tillgänglig via Projekt Runeberg)
- 1931 - Senantik mysteriereligion och nordisk runmagi: en inledning i den nutida runologiens grundproblem
- 1932 - Die spätantike Alphabet-Mystik und die Runenreihe
- 1934 - Lapptrummor och runmagi: tvenne kapitel ur trolldomsväsendets historia (Tillgänglig via Projekt Runeberg)
- 1936 - Die pergamenische Zauberscheibe und das Tarockspiel
- 1938 - Die Herkunft der Runenschrift